# San Roque (Argentyna)
San Roque – miasto w Argentynie, w prowincji Corrientes, stolica departamentu San Roque.
Według danych szacunkowych na rok 2010 miejscowość liczyła 7 323 mieszkańców.